# 蒂姆·塞巴斯蒂安
添·薩巴斯頓（ Tim Sebastian，1984年1月17日—）是一名德國足球運動員，擔任後衛，現時效力德甲球會卡爾斯魯厄。

## 外部連結
- Kicker.de 薩巴斯頓檔案 （页面存档备份，存于） （德文）
- Fussballdaten.de 薩巴斯頓數據 （页面存档备份，存于） （德文）